# Venticano
Venticano là một đô thị (comune) thuộc tỉnh Avellino trong vùng Campania của Ý. Venticano có diện tích 14 km2, dân số là 2627 người (thời điểm ngày 1/5/2009).